# مجرای نخاعی
مجرای نخاعی (به انگلیسی: Spinal canal) از اجتماع سوراخ‌های مهره‌ای در طول ستون فقرات به همراه رباط‌های زرد (Ligamentum flavum) (فلاوم) ایجاد می‌گردد. این قسمت که مجرای مهره‌ای (Vertebral canal) نیز خوانده می‌شود، طناب نخاعی را در خود جای می‌دهد. رباط‌های زرد در اتصال قسمت تیغه (Lamina)های مهره‌های مجاور هم نقش دارند.

## نگارخانه

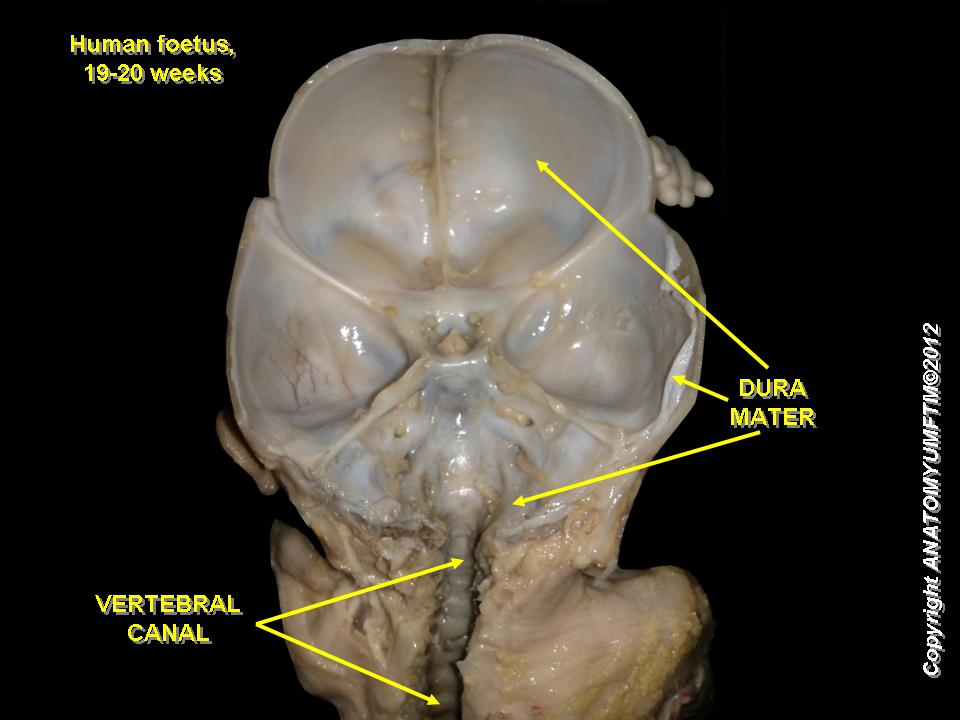